# Rozwarzyn
Rozwarzyn (za II RP Rozważyn) – wieś w Polsce położona w województwie kujawsko-pomorskim, w powiecie nakielskim, w gminie Nakło nad Notecią.

## Podział administracyjny
W latach 1975–1998 miejscowość administracyjnie należała do województwa bydgoskiego.

## Demografia
Według Narodowego Spisu Powszechnego (III 2011 r.) liczyła 232 mieszkańców. Jest piętnastą co do wielkości miejscowością gminy Nakło nad Notecią.

## II wojna światowa
W październiku 1939 miejscowi Niemcy zrzeszeni w szeregach paramilitarnego Selbstschutzu zamordowali w pobliskim Polichnie 18 mieszkańców Rozwarzyna.